# فهد الدوسري (لاعب كرة قدم مواليد 1987)
فهد الدوسري (مواليد 17 فبراير 1987 في تايلاند) هو لاعب كرة قدم سعودي يلعب كلاعب وسط. في 10 مايو 2013 انضم إلى فريق بيرسيرام راجا إمبات في الذي يلعب في دوري السوبر الإندونيسي، وفي أول ظهور له في 26 مايو 2013 سجل ثلاثة أهداف في المباراة التي انتهت بفوز فريقه 5-0. بعد انتهاء عقده في 2014 انضم إلى نادي الحزم السعودي.
لعب لأندية الفيصلي والقادسية و الحزم .

## روابط خارجية
- فهد الدوسري على موقع Soccerway.com (الإنجليزية)